# Spindasis barnesi
Spindasis barnesi är en fjärilsart som beskrevs av Gabriel 1937/38. Spindasis barnesi ingår i släktet Spindasis och familjen juvelvingar. Inga underarter finns listade i Catalogue of Life.